# モーリス・デュリュフレ

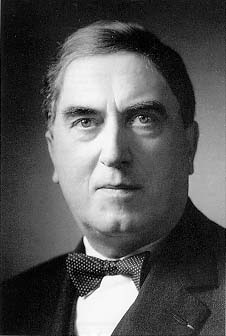
モーリス・デュリュフレ（1962年頃）

モーリス・デュリュフレ（Maurice Duruflé, 1902年1月11日 - 1986年6月16日）は、フランスの作曲家・オルガン奏者。
ルーヴィエール出身でパリに没した。長寿ではあったが、出版作品は最も有名な《レクイエム》を含めて全部で14曲しかない。

## 生涯

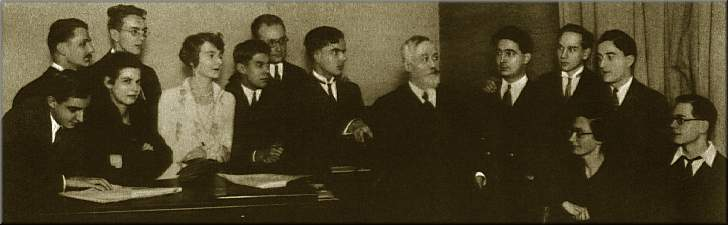
メシアン（右端）とモーリス・デュリュフレ（右から2人目）。中央の白髭の男性はデュカス

少年時代にルーアンにあるルーアン大聖堂の聖歌隊員を務め、聖堂の附属学校でピアノとオルガン演奏を学ぶ。17歳でパリに行き、シャルル・トゥルヌミールにオルガンを学ぶ。18歳でパリ音楽院に入学し、作曲をシャルル＝マリー・ヴィドールとポール・デュカスに、オルガンをウジェーヌ・ジグーに師事した。1922年と1928年の間に、作曲科、ピアノ伴奏、和声法、オルガン科で表彰される。1927年にノートルダム大聖堂でルイ・ヴィエルヌの助手となる。ヴィエルヌはデュリュフレを後任演奏家にしたがったが、大聖堂の当局者はヴィエルヌを快く思っておらず、別人を任命した。しかし、ヴィエルヌが1750回目の演奏の最中に息を引き取った際、ヴィエルヌのそばで演奏台にいたのは、デュリュフレであった。
1929年にオルガン演奏と即興演奏に対して、「パリ・オルガンの友」賞を授与され、サンテティエンヌ＝デュ＝モン教会のオルガニストの地位を得た。また、フルートとヴィオラ、ピアノのための《前奏曲、レチタティーヴォと変奏曲Prélude, Recitatif et Variations 》作品3は、マルセル・モイーズやジャン・ドワイアンらによって初演された。
1939年に、ロジェ・デゾルミエールの指揮により、パリでプーランクの《オルガン協奏曲》の初演が行なわれた際、オルガン独奏者を務める。それに先立ち、オルガンのレジストレーションについてプーランクに助言を与えたのもデュリュフレであった。1942年にパリ音楽院で、マルセル・デュプレの作曲科の助手を務めた。1940年に、戦死したジャン・アランを追悼して《アランの名による前奏曲とフーガ "Prélude et Fugue sur le nom d'Alain" 》を作曲した。
1947年に、代表作となる《レクイエム》作品9を作曲、ポール・パレーの指揮により初演が行なわれた。フォーレの前例と類似点が見られるが、グレゴリオ聖歌やルネサンス音楽の影響がより強固である。全曲の導入部分を含む多くの楽章（例えばサンクトゥスやアニュス・デイなど）で、グレゴリオ聖歌の『レクイエム』からのメロディの引用が見られ、それらの引用がデュリュフレ流の高度に洗練されたフランス和声や対位法により彩られている。現在この作品には3つの版が存在している（オーケストラ伴奏版、小オーケストラ伴奏版、オブリガート・チェロ独奏つきオルガン伴奏版）。ミサ曲《クム・ユビロMesse "Cum Jubilo" 》も、同様に3つの版が存在する。
1947年に女性オルガニストのマリー＝マドレーヌ・シュヴァリエが、サンテティエンヌ＝デュ＝モン教会におけるデュリュフレの助手となる。1953年に二人は結婚し、その後に教会オルガニスト職を分かち合うようになった。1975年にマリー＝マドレーヌ夫人と共に自動車事故に遭い、二人とも一命は取り留めたが演奏活動が続けられなくなる。1977年に出版された混声合唱のための《主の祈り》が、最後の公開された作品となった。1986年にパリ郊外ルーヴシエンヌで他界した。

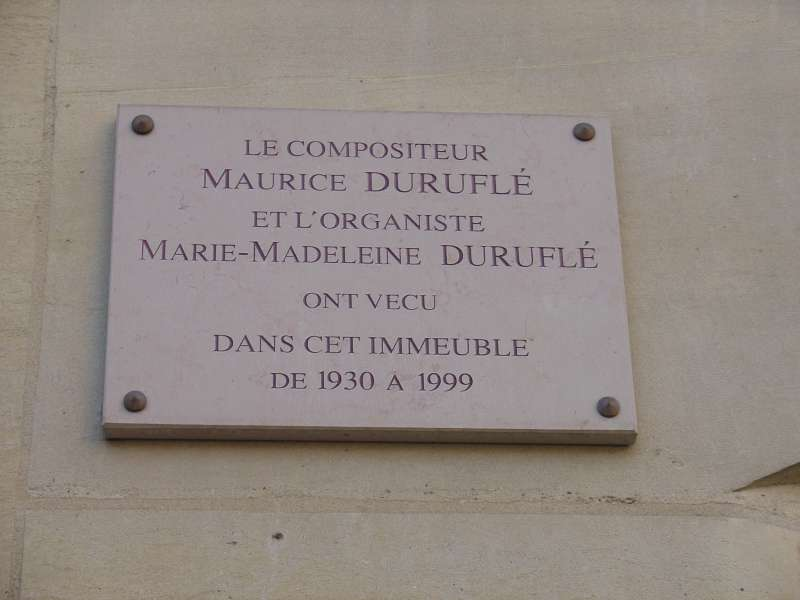
デュリュフレ夫妻の記念碑

デュリュフレがオルガニストを務めたサンテティエンヌ・デュ・モン教会の目の前に当たるパリ5区のパンテオン広場6番地にある住居の入口に、モーリス・デュリュフレと妻のマリー＝マドレーヌ・デュリュフレの記念碑が掲げられている。

## 作品と演奏・録音
《レクイエム》がとりわけ有名だからといって、デュリュフレが傑出したオルガニストであったことを忘れてよいことにはならない。様々なオルガンのための音楽を初演しており、プーランクの《オルガン協奏曲》のほかに、恩師というべきヴィエルヌの《オルガン交響曲 第6番》を1935年に初演している。録音も数多く、自作やフォーレの《レクイエム》やプーランクの《オルガン協奏曲》以外にも、サン＝サーンスの《交響曲第3番 ハ短調》、マルカントワーヌ・シャルパンティエの《クリスマスの真夜中のミサ》、オネゲルの《ダヴィデ王》や《クリスマス・カンタータ》を録音した。バッハのオルガン曲も録音しており、いくつかの曲ではマリー＝マドレーヌ夫人の演奏も聞くことができる。ほかに、トゥルヌミールやヴィエルヌなどの作曲家のオルガン作品も録音した。

### 作品一覧
すべてデュラン社より出版されている。
- 《三部作》ピアノのための Tryptique 作品1 （紛失？）
- 《スケルツォ》オルガンのための Scherzo (1926) 作品2
- 《前奏曲、レチタティーヴォと変奏曲》フルート、ヴィオラとピアノのための Prélude, Récitatif et Variations (1928) 作品3
- 《前奏曲、アダージョと「来たれ創り主なる聖霊」によるコラール変奏曲》オルガンと男声合唱（任意）のためのPrélude, Adagio et Choral varié sur le thème du "Veni Creator" for organ and baritone choir (1930) 作品4
- 《組曲》オルガンのための Suite (1933) 作品5
  - プレリュード Prélude
  - シシリエンヌ Sicilienne
  - トッカータ Toccata
- 《3つの舞曲》オーケストラのための Trois Danses (1937) 作品6（ピアノ2手、4手、2台ピアノ版、オルガン版あり）
  - ディヴェルティスマン（嬉遊曲） Divertissement
  - ダンス・ラント（緩やかな踊り） Danse lente
  - タンブーラン（太鼓の踊り） Tambourin
- 《アランの名による前奏曲とフーガ》オルガンのための Prélude et Fugue sur le nom d'Alain (1940)/(1942)? 作品7
- 《アンダンテとスケルツォ》オーケストラのための Andante et scherzo (1940) 作品8

スケルツォ部分はOp.2からの改作
- 《レクイエム》 (1947) 作品9
  - 混声四部合唱とオルガンのための版、任意でチェロを伴う
  - 混声四部合唱と室内オーケストラのための版
  - 混声四部合唱と大オーケストラのための版
- 無伴奏混声四部合唱のための《グレゴリオ聖歌による4つのモテット（英語版）》Quatre Motets sur des thèmes grégoriens a cappella SATB chorus, (1960) 作品10,
- ミサ曲《クム・ユビロ》男声合唱とオーケストラ（またはオルガン）のためのMesse "Cum Jubilo" (1966) 作品11
- 《ソワッソン大聖堂の 時報の鐘[ヘルプ/ファイル]の主題によるフーガ》オルガンのための Fugue sur le carillon des heures de la cathedral de Soissons (1962) 作品12
- 《顕現節の入祭唱への前奏曲》オルガンのための Prelude sur l'introit de l'epiphanie (1960) 作品13
- 《我らの父》無伴奏混声四部合唱のための Notre Père (1976) 作品14
- 《瞑想》 Méditation オルガンのための（遺作、2002年デュラン社より出版）

ミサ曲「クム・ユビロ」op.11の「アニュス・デイ」の改作

#### 未出版楽譜
- 《ジャン・ギャロンを称えて》和声課題集（ナクソスのオルガン曲全集にヘンリー・フェアズによるオルガン演奏での録音がある）
- 《シシリエンヌ》（組曲 op.5より）室内オーケストラ編曲版
- バッハのカンタータBWV 22, 147のオルガン編曲
- バッハの4つのコラール、オルガンとオーケストラのための編曲（1943年、シャルル・ミュンシュの指揮でシャンゼリゼ劇場にて初演、未出版）
- ルイ・ヴィエルヌ《異国の夜》op.5（原曲はヴァイオリンとピアノのための）オーケストラのための編曲（アンリ・ルモワンヌ社により管理）
- ルイ・ヴィエルヌ《絶望のバラード》op.61 声とオーケストラのための編曲（サラベール社により管理）

未出版楽譜に関してはデュリュフレ協会(Association Maurice Duruflé, 6 Place du Panthéon, 75005 Paris)が管理している。

## 関連楽曲
- 『リタニ』（ジャン・アラン） - 『アランの名による前奏曲とフーガ』の前奏曲の終盤で、この曲が引用されている。
- 『デュリュフレの名による嘆き』（Deploration sur le nom de Duruflé イアン・デ・マッシーニ） - デュリュフレの『組曲』や『前奏曲、レシタティーフと変奏曲』の旋律を引用し、オリジナルの旋律を加えて混声合唱と打楽器、語りのための曲に仕上げている。